# Jordi Cañas
Jordi Cañas Pérez (Barcelona, 12 de diciembre de 1969) es un político español.
Eurodiputado de Ciudadanos (Cs) en el Parlamento Europeo de 2019 a 2024.

## Biografía

### Formación
Jordi Cañas es licenciado en Geografía e Historia, especializado en Prehistoria e Historia Antigua, por la Universidad de Barcelona.

### Trayectoria política

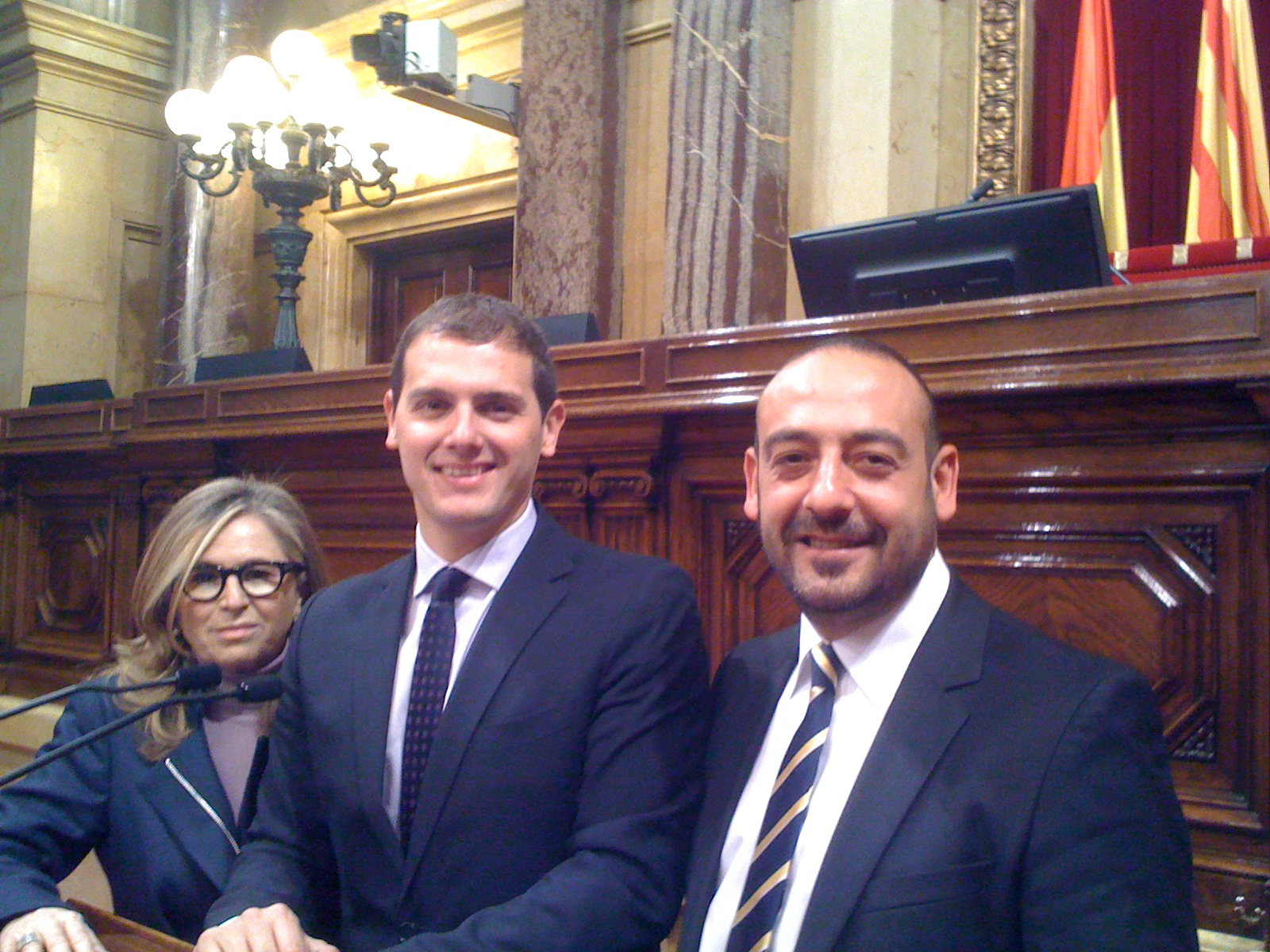
Jordi Cañas (derecha) junto a Albert Rivera y Carmen de Rivera en el Parlamento de Cataluña.

Fue militante del Partido de los Socialistas de Cataluña (PSC) y las Juventudes Socialistas de Cataluña (JSC) entre los años 1987 a 2003. Abandonó la formación socialista, alegando desacuerdo con la decisión del partido de firmar el conocido como “Pacto del Tinell”, por el que se acordaba la configuración de un gobierno para la Generalidad de Cataluña entre el PSC, Esquerra Republicana de Catalunya (ERC) e Iniciativa Per Catalunya Verds (ICV), tras las elecciones al Parlamento de Cataluña celebradas el 16 de noviembre de 2003.
Se afilió a Ciudadanos (Cs) en 2006, año de la fundación del partido. En 2006 fue elegido miembro de la Federación de Barcelona de Cs como delegado de la Agrupación de Ciutat Vella. En el II Congreso Nacional de Ciudadanos, celebrado el 1 de julio de 2007, formó parte de la candidatura de Albert Rivera a la presidencia del partido. Tras votaciones por el sistema de listas abiertas, Albert Rivera y su ejecutiva fueron elegidos, pasando Jordi Cañas a ser Secretario de Acción Política y Estrategia.
En 2008, tras los resultados de las elecciones generales, Albert Rivera presentó un plan estratégico y de renovación que incorporaba cambios en el Comité ejecutivo, pasando Jordi Cañas a ejercer también como Portavoz Nacional de Ciudadanos. Después, tras los resultados obtenidos en las elecciones europeas de 2009, dimiten el secretario general y nueve miembros de la ejecutiva y, como consecuencia, se remodela la ejecutiva y Cañas es nombrado Secretario de Comunicación y Portavocía.

#### Diputado en el Parlamento de Cataluña
En las elecciones autonómicas de Cataluña en noviembre de 2010, fue escogido en primarias como número tres de la candidatura de Ciutadans en la provincia de Barcelona, siendo elegido como diputado del Parlamento de Cataluña en la IX legislatura junto a Albert Rivera y Carmen de Rivera, al obtener Cs nuevamente tres diputados, reeditando los resultados de 2006. También fue elegido en las primarias de su partido para encabezar la candidatura para las elecciones municipales de 2011 en Barcelona; aunque no obtuvo acta de concejal.
En las elecciones al Parlamento de Cataluña de noviembre de 2012, fue nombrado en primarias número 2 de la lista de Barcelona, siendo elegido como diputado de la X Legislatura, al obtener las candidaturas de Cs 9 diputados. En esta legislatura ejerció de Portavoz del Grupo Parlamentario de Ciutadans. En esa campaña electoral se diseñó el corazón tribandera de Cs.

#### Imputación por el TSJC y renuncia al acta de Diputado
El 25 de abril de 2014 renunciaba a su escaño en el Parlamento de Cataluña con el fin de no gozar de aforamiento, después de que el Tribunal Superior de Justicia de Catalunya (TSJC) le citara a declarar como imputado junto a su expareja y nueve personas más por un supuesto fraude fiscal a la Hacienda Pública de 429.203 euros cuando era administrador de una sociedad en 2005. Cuatro años después, el 6 de febrero de 2018, la abogacía del Estado retiró, el mismo día que se celebraba el juicio, la acusación.
Entre noviembre de 2014 y 2018 fue asesor parlamentario de los eurodiputados Juan Carlos Girauta y Javier Nart de Ciudadanos, ya que el partido había conseguido dos escaños en las últimas elecciones europeas. Además, en 2017, durante la IV Asamblea del partido celebrada en Coslada, Jordi Cañas defendió la enmienda para mantener el ideario original de Ciudadanos, siendo ésta derrotada en el Congreso e imponiéndose la propuesta oficial que definía a Cs como partido liberal progresista.

#### Diputado europeo
En las elecciones europeas celebradas el 26 de mayo de 2019 ocupó el número 6 de la candidatura de Ciudadanos al Parlamento Europeo, y fue elegido como eurodiputado de la IX legislatura al obtener Cs un resultado de 7 escaños.
Como miembro de la delegación de Cs, forma parte y es miembro del grupo Renew Europe (liberal), del que es coordinador para Latinoamérica y vicepresidente desde 2022. 
Es miembro titular de la Comisión de Comercio Internacional (INTA) y de la Comisión de Empleo y Asuntos Sociales (EMPL) así como sustituto de la Comisión de Mercado Interior y Protección del Consumidor (IMCO) y de la Comisión de Peticiones (PETI). 
También es presidente de la Delegació para las Relaciones con Mercosur (DMER) y vicepresidente primero de la Delegación en la Asamblea Parlamentaria Euro-Latinoamericana (EUROLAT), así como miembro de la Delegación en la Comisión Parlamentaria Mixta UE-México, de la Delegación en la Asamblea Parlamentaria de Asociación UE-Reino Unido y de la Conferencia de Presidentes de Delegación (CPDE). 
Es vicepresidente primero del intergrupo de Economía Social y miembro del intergrupo de discapacidad. 

#### Actualidad
Tras los resultados electorales de Ciudadanos en las elecciones generales de 10 de noviembre de 2019, que significaron la dimisión de Albert Rivera como presidente de Cs, Jordi Cañas apoyó las listas de compromisarios de Inés Arrimadas para la V Asamblea General de Cs y formó parte de la lista de ejecutiva que integraba su candidatura para presidir el partido. Tras la victoria de Arrimadas en las primarias celebradas el 8 de marzo de 2020, Cañas pasó a ser miembro del Comité Ejecutivo de Ciudadanos.
El 25 de noviembre de 2023 fue nombrado Portavoz Nacional de Ciudadanos, reemplazando así a Patricia Guasp, quien había abandonado el cargo el 20 de agosto del mismo año.
En las Elecciones al Parlamento Europeo de 2024 fue número 1 de la candidatura de Ciudadanos pero no resultó elegido.

## Responsabilidades políticas
| Años       | Cargo |
| ---------- | --- |
| 2007-2009  | Secretario Acción Política y Estrategia. Ciudadanos (Cs)                                                      |
| 2009-2012  | Portavoz Comité Ejecutivo Cs                                                                                  |
| 2009-2012  | Secretario de Comunicación y Portavocía. Ciudadanos (Cs)                                                      |
| 2010-2012  | Diputado Autonómico de Ciudadanos (Cs) en el Parlament de Catalunya                                           |
| 2012-2014  | Secretario Acción Política y Estrategia                                                                       |
| 2012-2014  | Diputado Autonómico de Ciudadanos (Cs) y Portavoz del Grupo parlamentario de C´s en el Parlament de Catalunya |
| Desde 2019 | Eurodiputado de Ciudadanos (Cs) en el Parlamento Europeo                                                      |
| Desde 2020 | Miembro vocal del Comité Ejecutivo de Ciudadanos (Cs)                                                         |
| Desde 2023 | Portavoz Nacional de Ciudadanos (Cs)                                                                          |